# Mercedes-Benz klasy A
Mercedes-Benz klasy A – samochód osobowy klasy aut miejskich, a następnie klasy kompaktowej produkowany pod niemiecką marką Mercedes-Benz od 1997 roku. Od 2018 roku produkowana jest czwarta generacja pojazdu.

## Pierwsza generacja

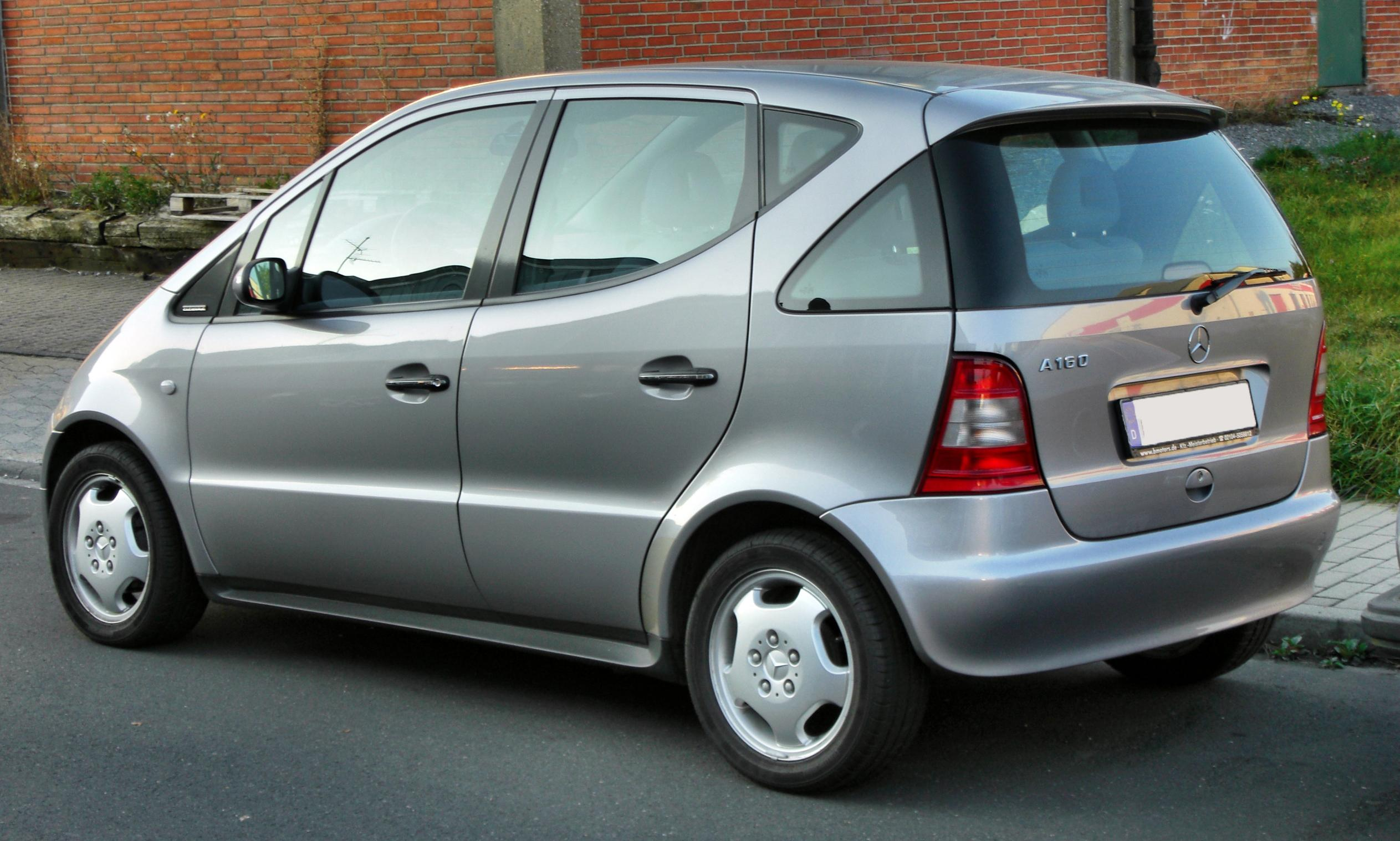
Mercedes-Benz klasy A I – tył

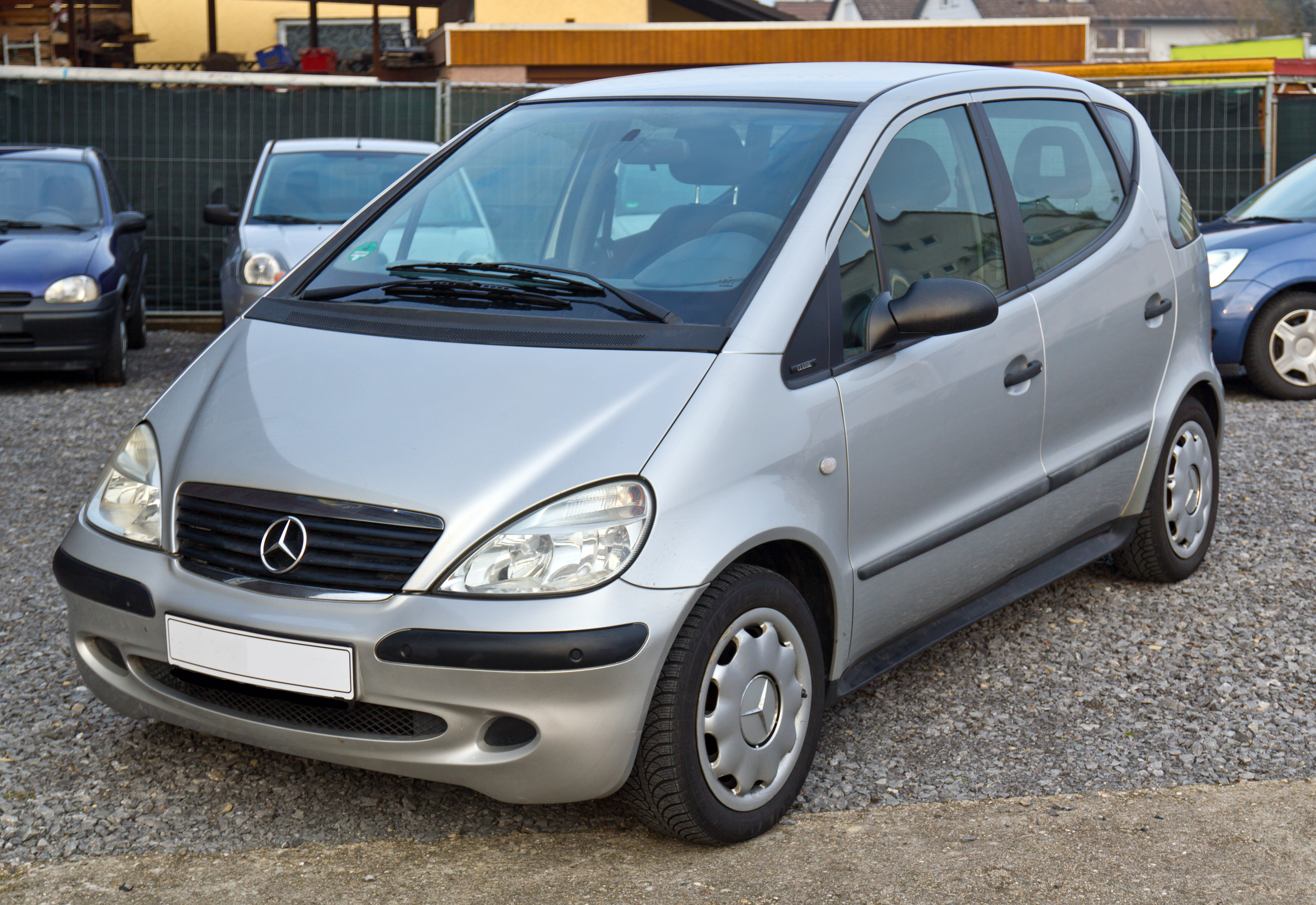
Mercedes-Benz klasy A I po liftingu

Mercedes-Benz klasy A I o kodzie fabrycznym W168 produkowany był w latach 1997–2005.
Jest to pierwszy przednionapędowy samochód osobowy marki Mercedes-Benz. Jedną z innowacji wprowadzonych w tym modelu był system absorpcji siły zderzenia czołowego zwany „Sandwich”. Podczas czołowej kolizji silnik wraz ze skrzynią wślizgiwał się pod podłogę, zamiast wdzierać się do wnętrza auta przez ścianę grodziową.
Klasa A zyskała złą sławę w związku z przeprowadzonym przez szwedzkich dziennikarzy tak zwanym testem łosia. Podczas próby, dnia 21 października 1997 roku, auto przewróciło się na bok. Mercedes początkowo zbagatelizował problem, ale później (11 listopada 1997 roku) podjął decyzję i wycofał wszystkie sprzedane do tego czasu egzemplarze (2600 aut) oraz zawiesił sprzedaż nowych, aż do czasu rozwiązania problemu. Aby wyeliminować ten problem, zastosowano (po raz pierwszy w tym segmencie aut) standardowo system stabilizacji toru jazdy ESP oraz zmodyfikowano zawieszenie. Produkcję wznowiono 26 lutego 1998 roku.
Konstrukcja auta pozwoliła na wygospodarowanie dużej ilości miejsca dla pasażerów oraz sporego bagażnika o pojemności 390 l, przy zachowaniu niewielkiej długości. W 2001 roku wprowadzono do sprzedaży wydłużoną wersję klasy A o nazwie „Long”. Wersja „Long” oznaczona została symbolem fabrycznym V168.
Klasa A wyposażana była w benzynowe silniki o pojemności 1.4, 1.6, 1.9 oraz 2.1 w wersji Evolution, a także diesle z systemem Common rail o pojemności 1.7 l Prędkość maksymalna wersji 168.031(W168 krótka) z silnikiem 1397 cm³ wynosi 170 (167) km/h.

### Wersje stylistyczne
- Classic
- Elegance
- Avantgarde

### Silniki
| Wersja krótka (W168)                        |                      |                   |                 |
| Model                                       | Produkowany w latach | Pojemność skokowa | Moc             |
| A 140                                       | 1997–2004            | 1397 cm³          | 60 kW (82 KM)   |
| A 140 (Automatik)                           | 1997–2001            | 1397cm³           | 60 kW (82 KM)   |
| A 140 (Automatik)                           | 2001–2005            | 1598 cm³          | 60 kW (82 KM)   |
| A 160                                       | 1997–2004            | 1598 cm³          | 75 kW (102 KM)  |
| A 190                                       | 1999–2004            | 1898 cm³          | 92 kW (125 KM)  |
| A 210 Evolution                             | 2002–2004            | 2084 cm³          | 103 kW (140 KM) |
| A 160 CDI                                   | 1998-2001            | 1689 cm³          | 44 kW (60 KM)   |
| A 160 CDI                                   | 2001–2004            | 1689 cm³          | 55 kW (75 KM)   |
| A 170 CDI                                   | 1998-2001            | 1689 cm³          | 66 kW (90 KM)   |
| A 170 CDI                                   | 2001–2004            | 1689 cm³          | 70 kW (95 KM)   |
| Wersja o większym rozstawie osi LONG (V168) |                      |                   |                 |
| Model                                       | Produkowany w latach | Pojemność skokowa | Moc             |
| A 140 L                                     | 2001–2004            | 1397 cm³          | 60 kW (82 KM)   |
| A 140 L (Automatik)                         | 2001–2004            | 1397 cm³          | 60 kW (82 KM)   |
| A 160 L                                     | 2001–2004            | 1598 cm³          | 75 kW (102 KM)  |
| A 190 L                                     | 2001–2004            | 1898 cm³          | 92 kW (125 KM)  |
| A 210 Evolution L                           | 2002–2004            | 2084 cm³          | 103 kW (140 KM) |
| A 170 CDI L                                 | 2001–2004            | 1689 cm³          | 70 kW (95 KM)   |

## Druga generacja

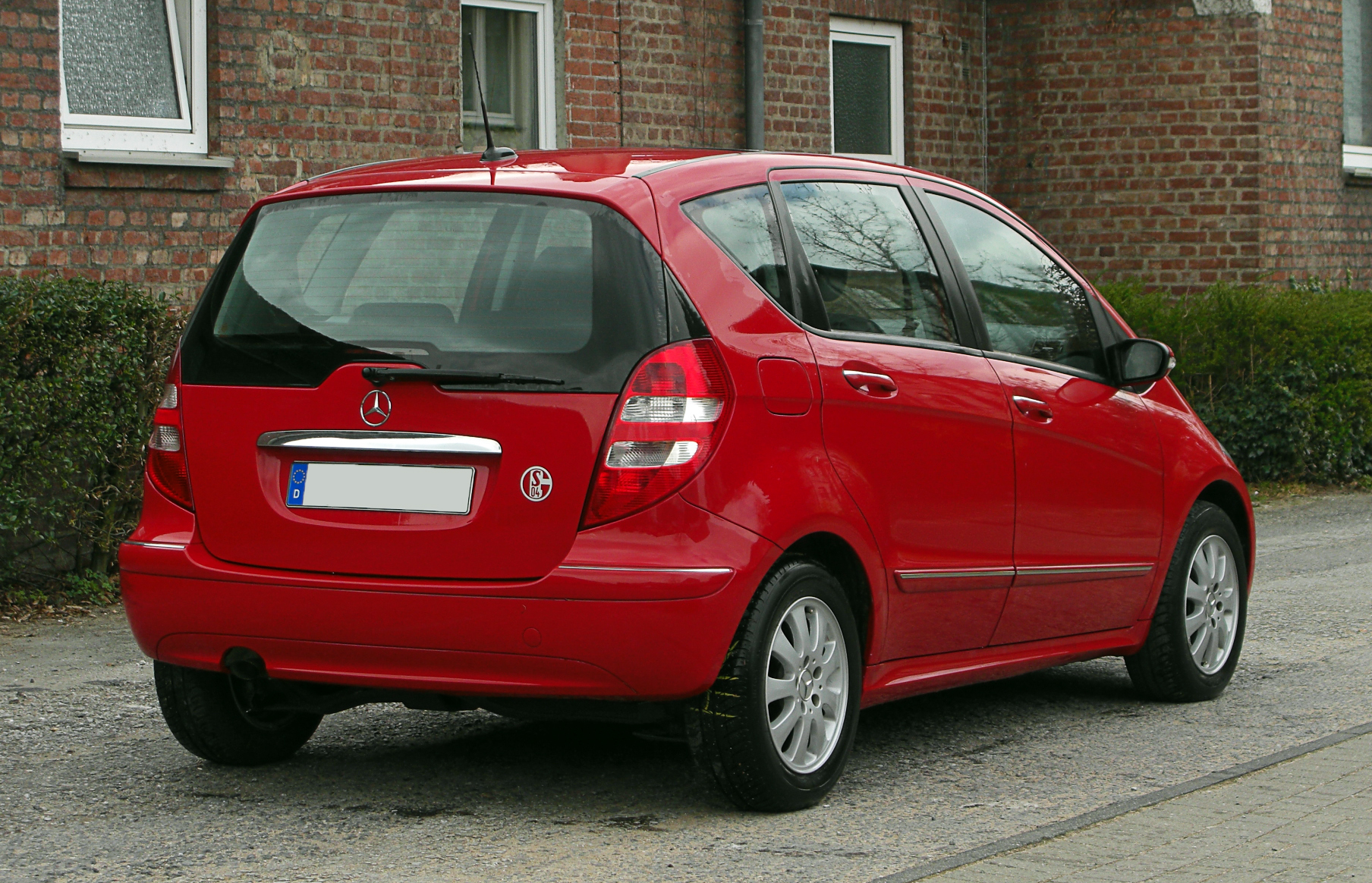
Mercedes-Benz klasy A II – tył

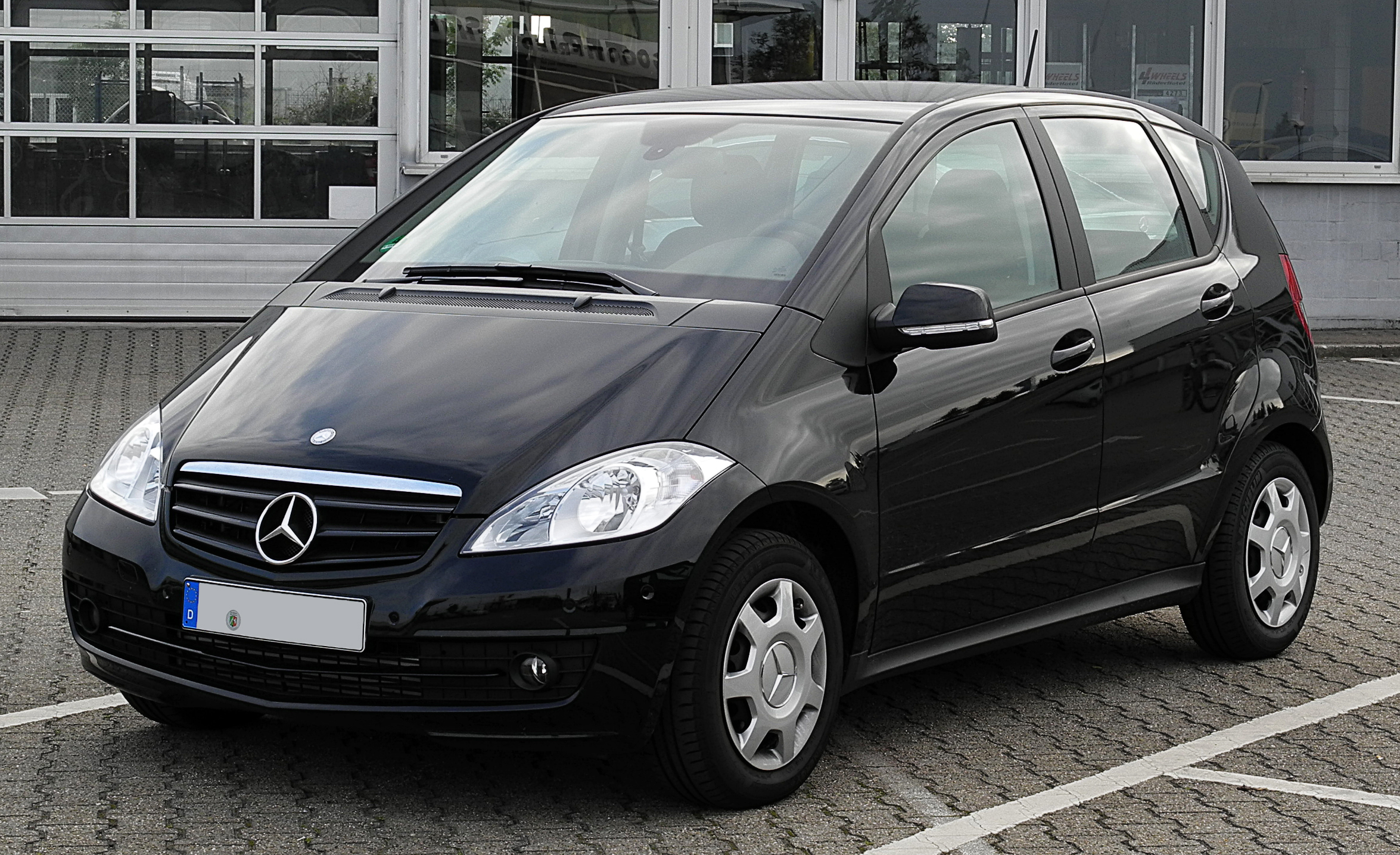
Mercedes-Benz klasy A II po liftingu

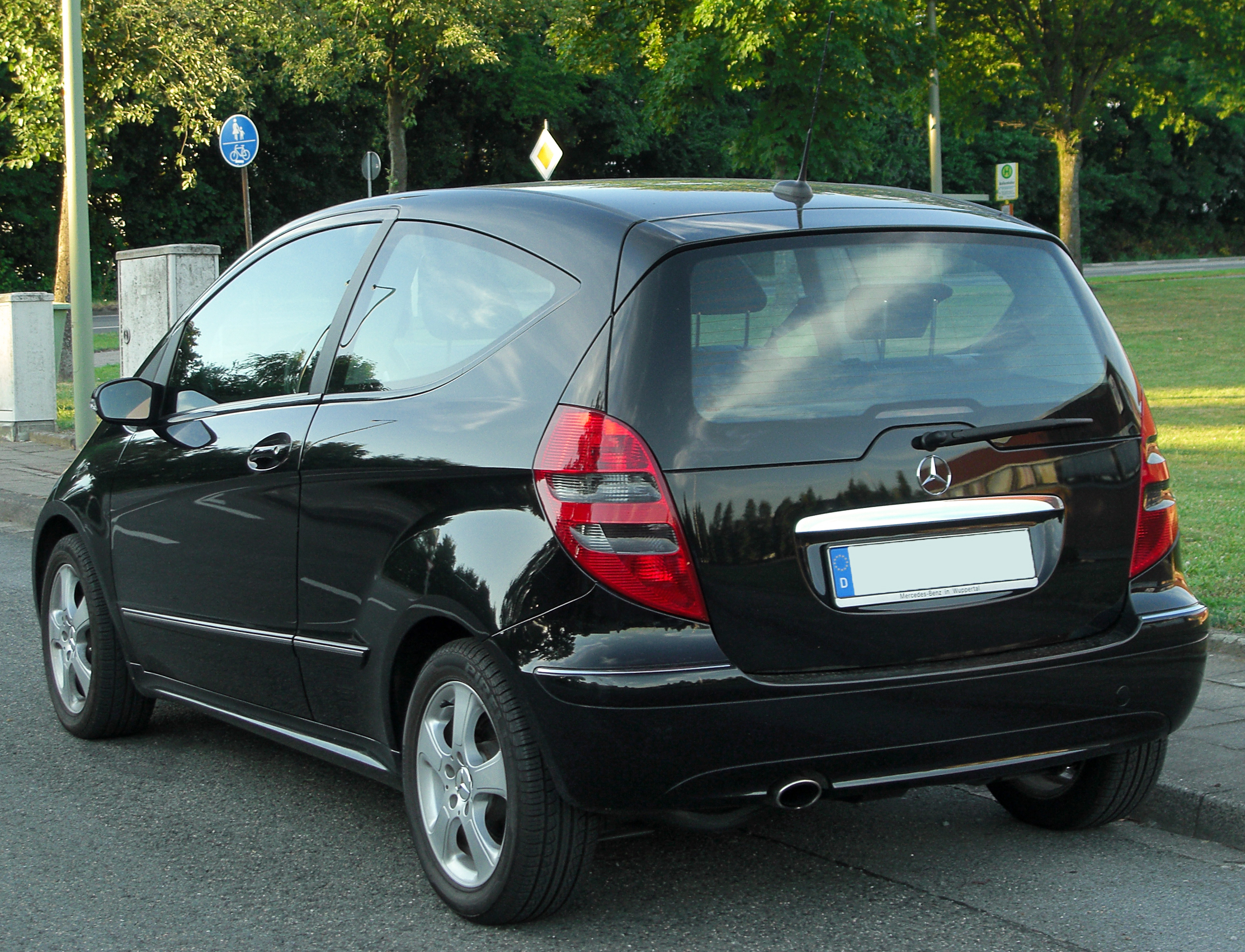
Mercedes-Benz Klasy A II – tył wersji trzydrzwiowej

Mercedes-Benz klasy A II o kodzie fabrycznym W169 produkowany był w latach 2004–2012.
Auto reprezentuje tę samą koncepcję nadwozia co poprzednik, jest jednak trochę większe. Pojemność bagażnika została zwiększona do 435 l. W nowej klasie A zastosowano silniki benzynowe o pojemności 1.5, 1.7 i 2.0 l (również w wersji turbodoładowanej) oraz diesle z systemem Common rail o pojemności 2.0 l i różnych wariantach mocy.
Na wiosnę 2008 roku klasa A przeszła facelifting. Zmieniono m.in. przedni i tylny zderzak, wstawiono nową atrapę chłodnicy, przemodelowano światła i kierunkowskazy oraz wzbogacono standardowe wyposażenie o system Park Assist. Od roku 2009 modele A 160 oraz A 180 ze skrzyniami manualnymi oferowane są w ekologicznych wersjach Blue Efficiency posiadających system Start&Stop wyłączający silnik podczas postoju, oraz szereg innowacyjnych systemów mających na celu zmniejszenie zużycia paliwa oraz ilości szkodliwych substancji emitowanych do atmosfery.

### Silniki
| Model                            | Produkowany w latach | Pojemność skokowa | Moc             | Moment obrotowy | Prędkość maksymalna |
| A 150 (od 2009 oznaczenie A 160) | 2004-2012            | 1498 cm³          | 70 kW (95 KM)   | 140 Nm          | 175 km/h            |
| A 170 (od 2009 oznaczenie A 180) | 2004-2012            | 1699 cm³          | 85 kW (115 KM)  | 155 Nm          | 188 km/h            |
| A 200                            | 2004-2012            | 2034 cm³          | 100 kW (136 KM) | 185 Nm          | 200 km/h            |
| A 200 Turbo                      | 2005−2012            | 2034 cm³          | 142 kW (193 KM) | 280 Nm          | 227 km/h            |
| A 160 CDI                        | 2004-2012            | 1991 cm³          | 60 kW (82 KM)   | 180 Nm          | 170 km/h            |
| A 180 CDI                        | 2004-2012            | 1991 cm³          | 80 kW (109 KM)  | 250 Nm          | 186 km/h            |
| A 200 CDI                        | 2004-2012            | 1991 cm³          | 103 kW (140 KM) | 300 Nm          | 201 km/h            |

### Wersje stylistyczne
- Classic
- Elegance
- Avantgarde

### E-Cell
Wersja E-Cell to elektryczny wariant przedstawiony w 2010 roku w odpowiedzi na popularność samochodów hybrydowych. Mercedes wyprodukował wtedy ograniczoną serię samochodów Mercedes Benz klasy A E-Cell, wyposażoną w napęd elektryczny.
Samochód został wyposażony w trójfazowy silnik elektryczny o mocy 95 koni mechanicznych, zamontowany pod maską. Napęd przekazywany jest na przednią oś. Do zasilania samochodu użyto baterii litowo jonowych (chłodzonych cieczą) o pojemności 36 kWh, produkowanych przez koncern Tesla (4000 ogniw).
Auto może rozpędzić się do 100 km/h w 14 sekund. Prędkość maksymalna wynosi 150 km/h (jest elektronicznie ograniczona). Zasięg maksymalny (zależny od obciążenia) szacuje się na 200 kilometrów.
Mercedes Benz klasy A W-169 E-Cell powstał w wyniku współpracy firmy Mercedes Benz z amerykańską firmą Tesla, specjalizującą się w produkcji samochodów elektrycznych.
W 2009 roku, w Detroit, w trakcie targów NAJAS, zaprezentowano prototyp auta Mercedes Blue Zero E-Cell. W 2010 roku, w Paryżu, w trakcie Paris Motor Show, zaprezentowano wersję produkcyjną samochodu.
Wyprodukowano ok. 500 szt. w latach 2010–2012. Auta zostały wyleasingowane wybranym firmom.

## Trzecia generacja

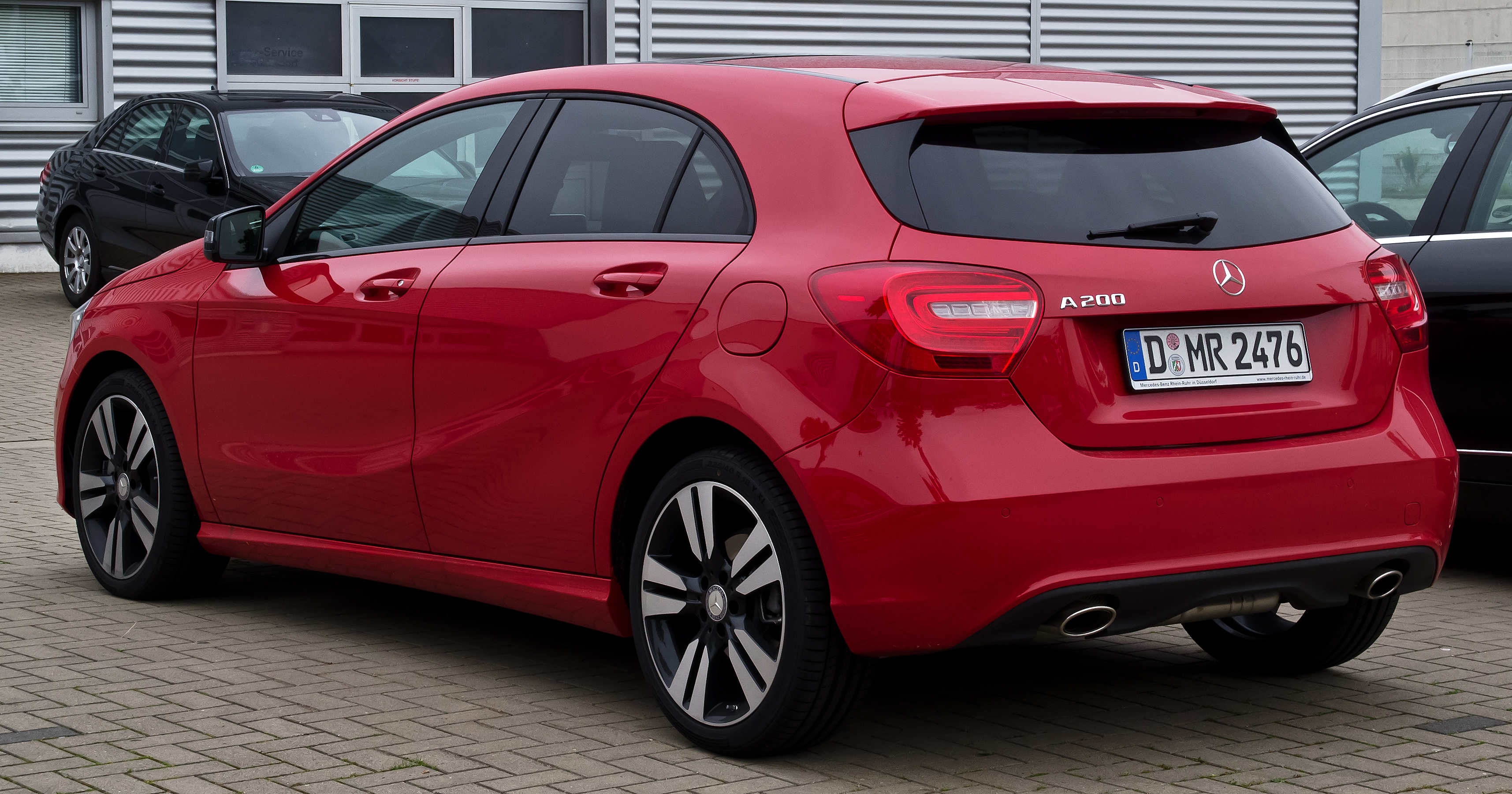
Mercedes-Benz klasy A III – tył

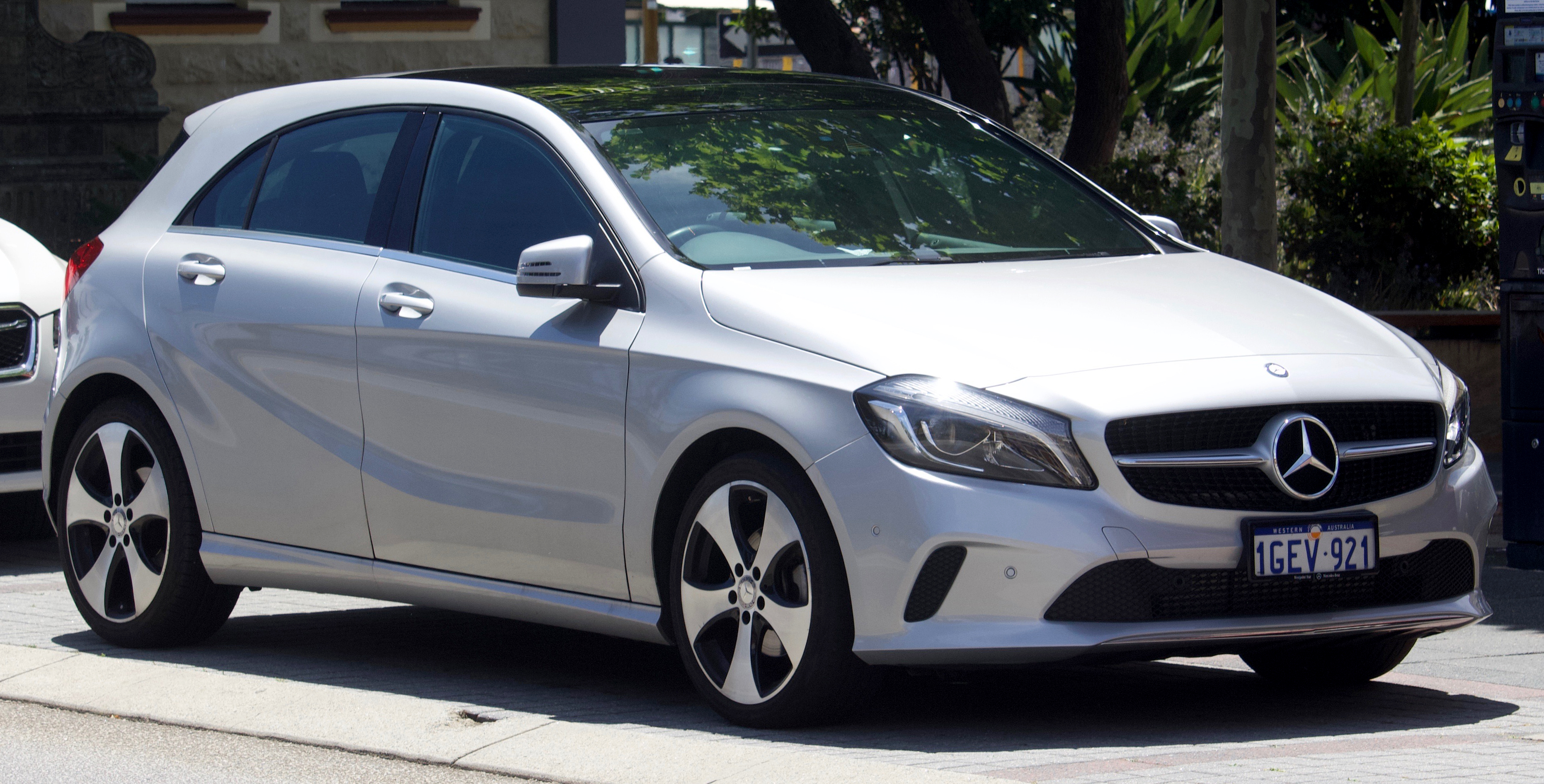
Mercedes-Benz klasy A III po liftingu

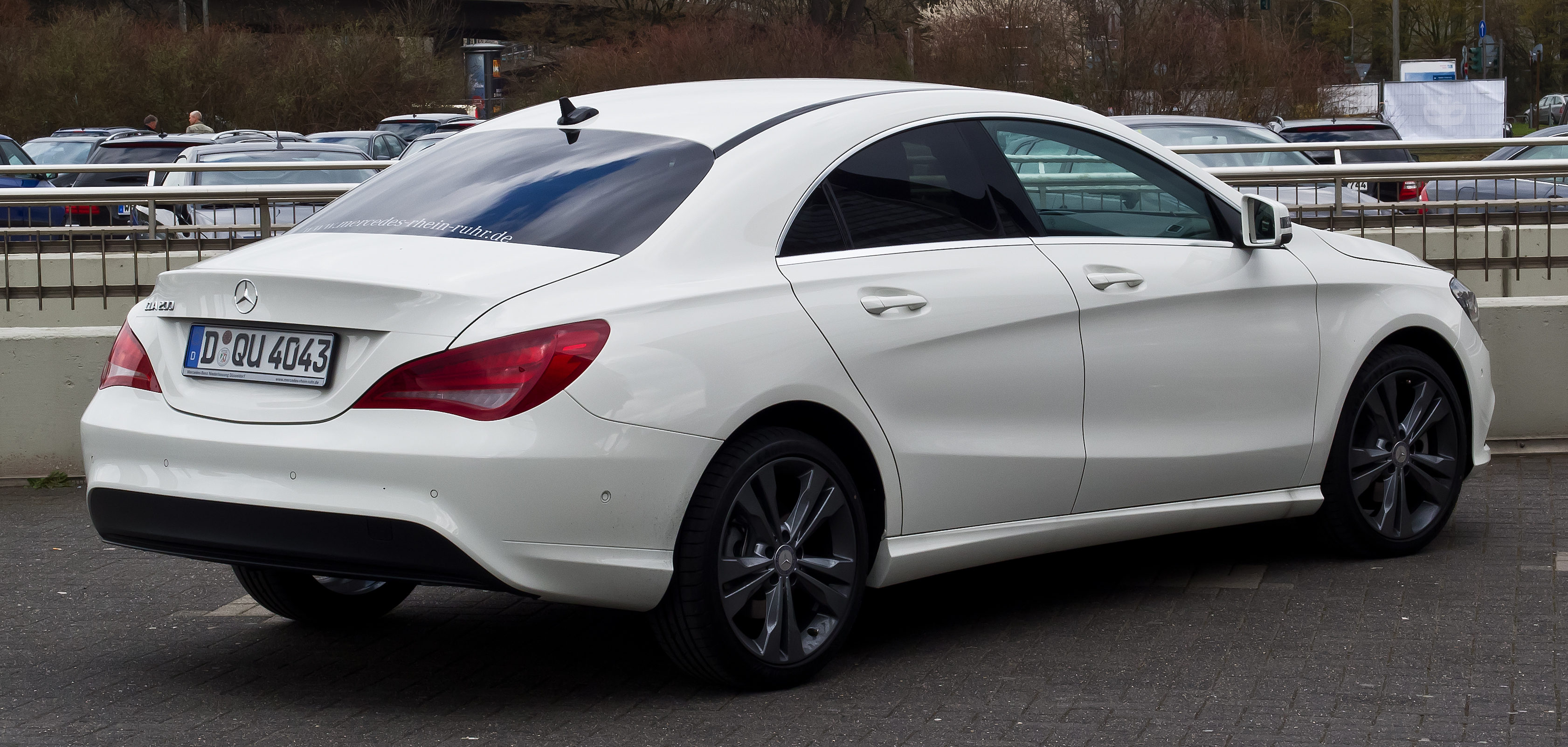
Mercedes-Benz CLA

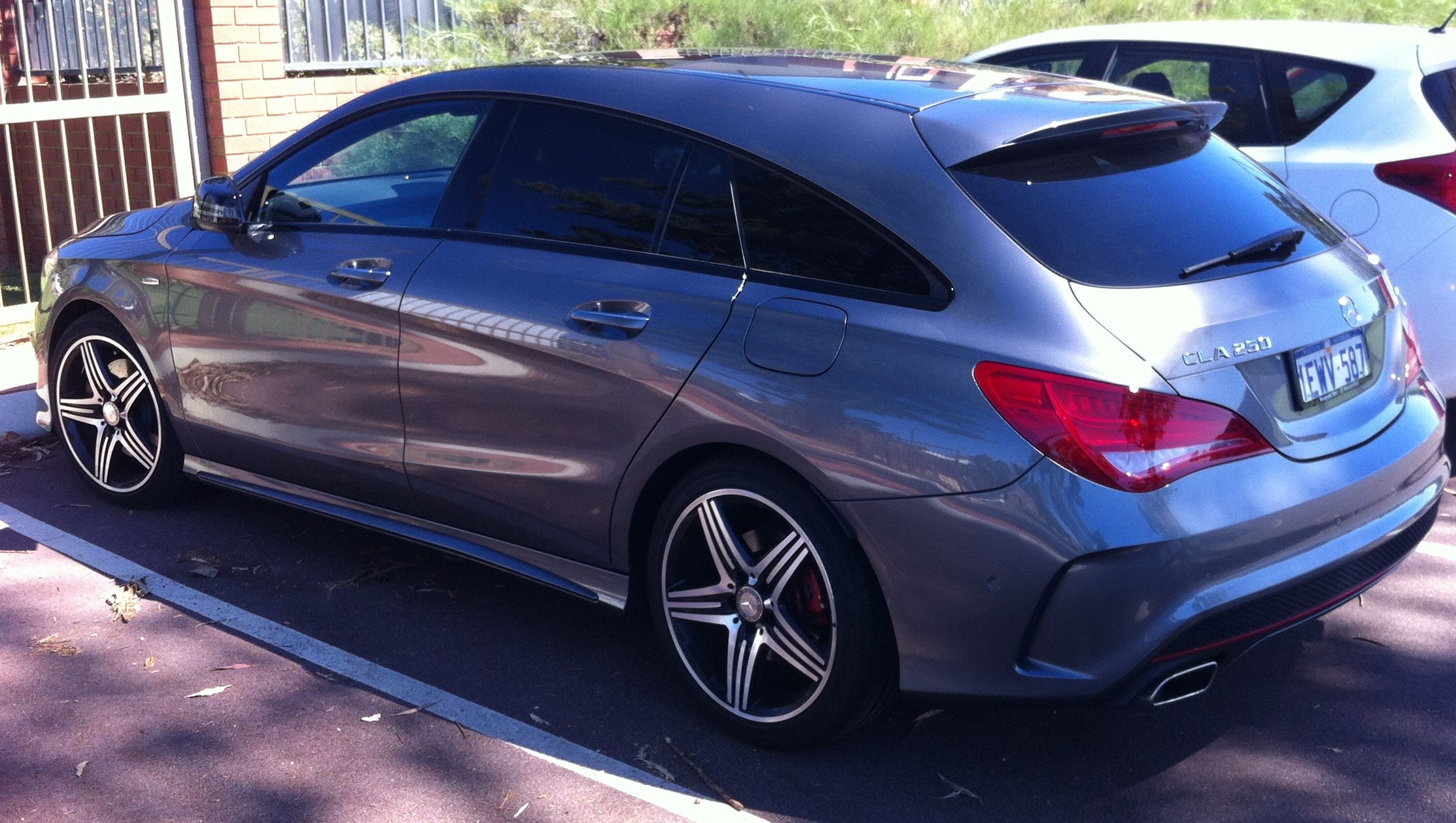
Mercedes-Benz CLA Shooting Brake

Mercedes-Benz klasy A III o kodzie fabrycznym W176 został zaprezentowany podczas targów motoryzacyjnych w Genewie w 2012 roku.
Producent przy okazji tego wcielenia zdefiniował Klasę A na nowo – samochód przyjął formę klasycznego hatchbacka segmentu C. Auto poprzedził koncept o nazwie Concept A-Class.
Formalnym poprzednikiem trzeciej generacji, z racji nowej formy, bardziej jest dotychczasowy kompaktowy hatchback – CLC, aniżeli poprzednik o zupełnie innej formie. Pojazd ze względu na zmianę segmentu został wydłużony oraz obniżony. Stylistycznie nawiązuje do aut takich marek jak Audi czy BMW. Samochód otrzymał nową konstrukcję przedniego napędu MFA (niem. Mercedes-Frontantriebs-Architektur). Otrzymał mocne przetłoczenia na drzwiach, dynamiczny przód, który wyraźnie zwęża się w przebiegu do świateł oraz ścięty tył. Za dopłatą auto wyposażyć można w napęd na cztery koła 4MATIC oraz kilka wersji zawieszenia, w tym zawieszenie sportowe.
W 2013 roku zaprezentowano wersję sedan i kombi pojazdu o nazwie CLA oraz wersję crossover o nazwie GLA.
W połowie 2015 roku samochód został poddany liftingowi. Zmiany stylistyczne nadwozia, jak również wnętrza są jednak minimalne. Jednocześnie modernizacji poddano jednostki napędowe.

### Wersje stylistyczne
- Style
- Urban
- Sport
- AMG
- AMG Edition 1
- Motorsport Edition
- Yellow Night Edition

Standardowe wyposażenie pojazdu obejmuje m.in. radarowy system ostrzegania przed kolizją Collision Prevention Assist z adaptacyjnym układem Brake Assist, układ PRE-SAFE, który rozpoznaje krytyczne sytuacje i w ciągu kilku sekund uruchamia napinacze pasów bezpieczeństwa, zamyka boczne szyby i szyberdach oraz ustawia w optymalnej pozycji fotel pasażera.
| Typ pojazdu                     | Kod silnika | Rodzaj paliwa | Rok produkcji | Pojemność silnika [ccm] | Moc silnika [kW] | Moc silnika [KM] |
| A 160 (176.041)                 | M 270.910   | Benzyna       | 2015.07 –     | 1595                    | 75               | 102              |
| A 160 CDI / d (176.011)         | OM 607.951  | Diesel        | 2013.06 –     | 1461                    | 66               | 90               |
| A 180 (176.042)                 | M 270.910   | Benzyna       | 2012.06 –     | 1595                    | 90               | 122              |
| A 180 CDI (176.000)             | OM 651.901  | Diesel        | 2012.06 –     | 1796                    | 80               | 109              |
| A 180 CDI / d (176.012)         | OM 607.951  | Diesel        | 2012.06 –     | 1461                    | 80               | 109              |
| A 200 (176.043)                 | M 270.910   | Benzyna       | 2012.06 –     | 1595                    | 115              | 156              |
| A 200 CDI (176.001)             | OM 651.901  | Diesel        | 2012.06 –     | 1796                    | 100              | 136              |
| A 200 CDI / d (176.008)         | OM 651.930  | Diesel        | 2014.02 –     | 2143                    | 100              | 136              |
| A 200 CDI / d 4-matic (176.002) | OM 651.930  | Diesel        | 2014.02 –     | 2143                    | 100              | 136              |
| A 220 4-matic (176.047)         | M 270.920   | Benzyna       | 2014.05 –     | 1991                    | 135              | 184              |
| A 220 CDI (176.003)             | OM 651.930  | Diesel        | 2014.01 –     | 2143                    | 120              | 163              |
| A 220 CDI (176.003)             | OM 651.930  | Diesel        | 2012.09 –     | 2143                    | 125              | 170              |
| A 220 CDI 4-matic (176.005)     | OM 651.930  | Diesel        | 2012.09 –     | 2143                    | 125              | 170              |
| A 220 d (176.003)               | OM 651.930  | Diesel        | 2015.07 –     | 2143                    | 130              | 177              |
| A 220 d 4-matic (176.005)       | OM 651.930  | Diesel        | 2015.07 –     | 2143                    | 130              | 177              |
| A 250 (176.044)                 | M 270.920   | Benzyna       | 2012.06 –     | 1991                    | 155              | 211              |
| A 250 (176.050)                 | M 270.920   | Benzyna       | 2015.07 –     | 1991                    | 160              | 218              |
| A 250 4-matic (176.046)         | M 270.920   | Benzyna       | 2012.06 –     | 1991                    | 155              | 211              |
| A 250 4-matic (176.051)         | M 270.920   | Benzyna       | 2015.07 –     | 1991                    | 160              | 218              |
| A 45 AMG 4-matic (176.052)      | M 133.980   | Benzyna       | 2013.06 –     | 1991                    | 265              | 360              |
| AMG A 45 4-matic (176.052)      | M 133.980   | Benzyna       | 2015.07 –     | 1991                    | 280              | 381              |

### A45 AMG
W 2013 roku zaprezentowano sportową odmianę Mercedesa- A45 AMG. Model ten posiadał 4-cylindrowy silnik o mocy 360 koni mechanicznych oraz napęd na 4 koła 4MATIC. W momencie premiery był to najmocniejszy 4-cylindrowy silnik oferowany w samochodach seryjnych. Wersja ta odróżniała się od innych ospoilerowaniem zewnętrznym AMG, lotką lub opcjonalny spoilerem z tyłu, grillem AMG, plakietkami z przodu, z boku i z tyłu auta, sportowym układem wydechowym z dwiema końcówkami wydechu, oraz specjalnymi wzorami felg. We wnętrzu największymi zmianami były sportowa kierownica, zegary sygnowane przez AMG, wykończenie włóknem węglowym oraz sportowe fotele z logo firmy z Affalterbach. Po liftingu w 2015 roku, moc silnika wzrosła do 381 koni.

## Czwarta generacja

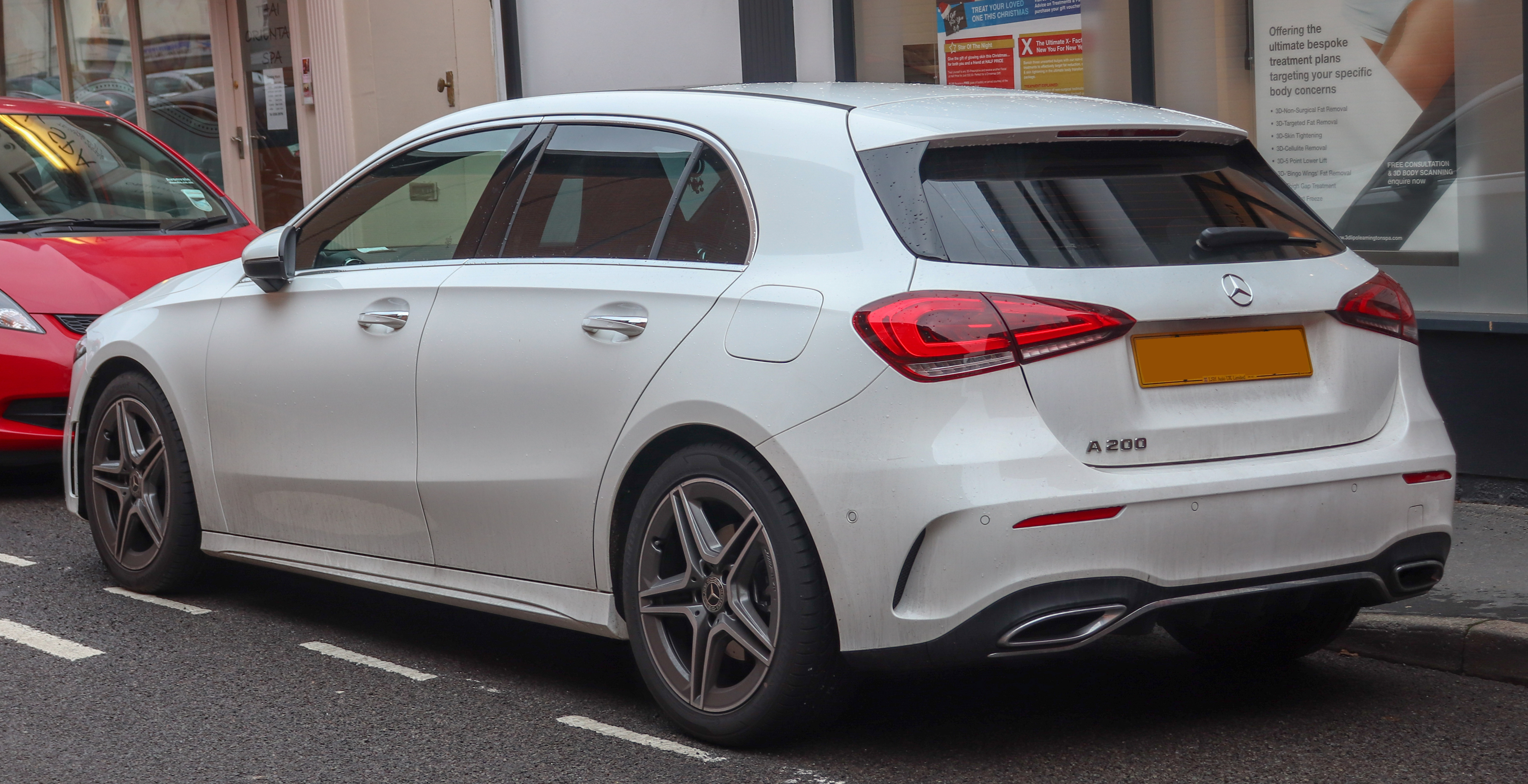
Mercedes-Benz klasy A IV (W177) – tył

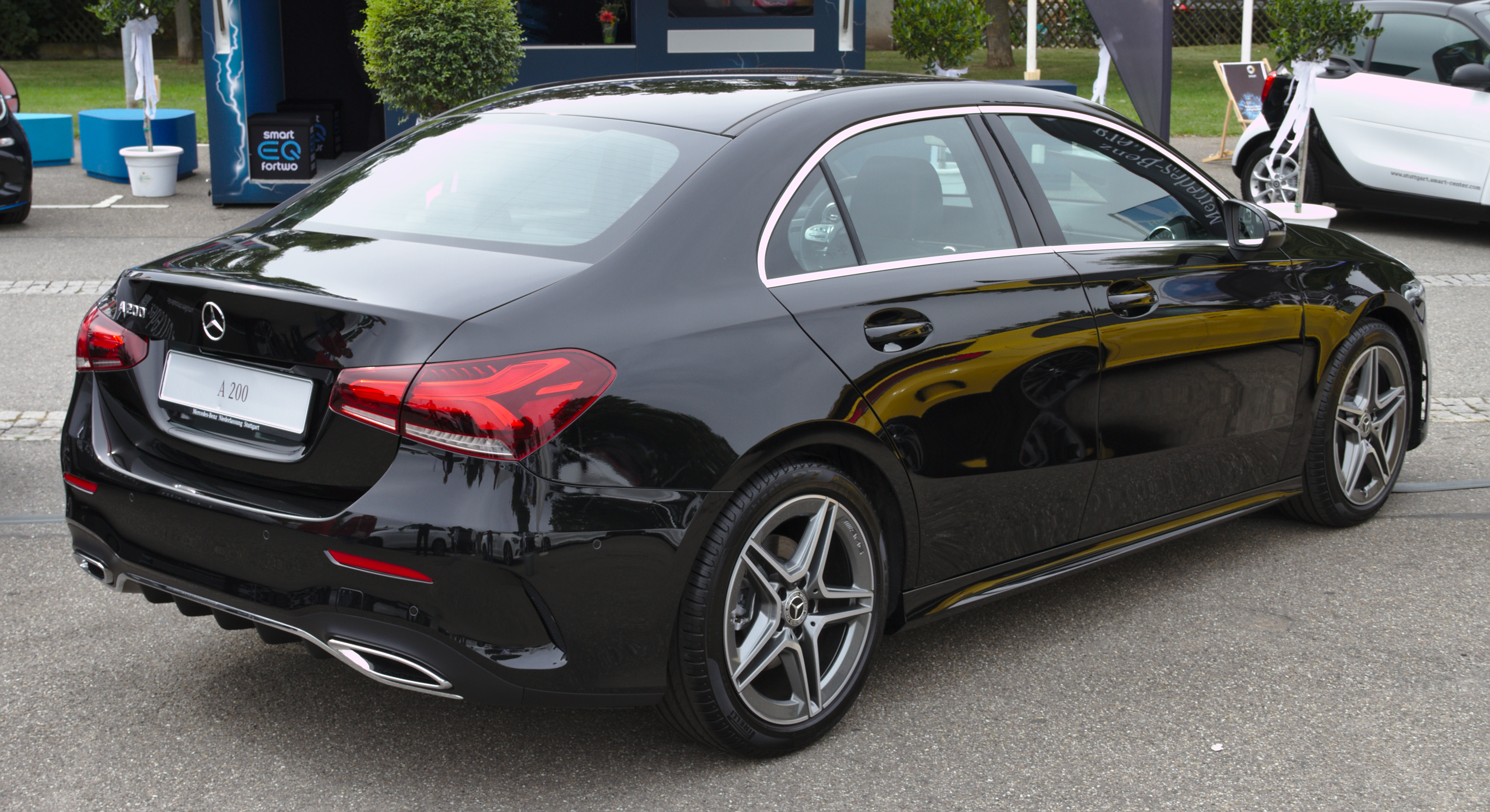
Mercedes-Benz klasy A IV Sedan (V177)

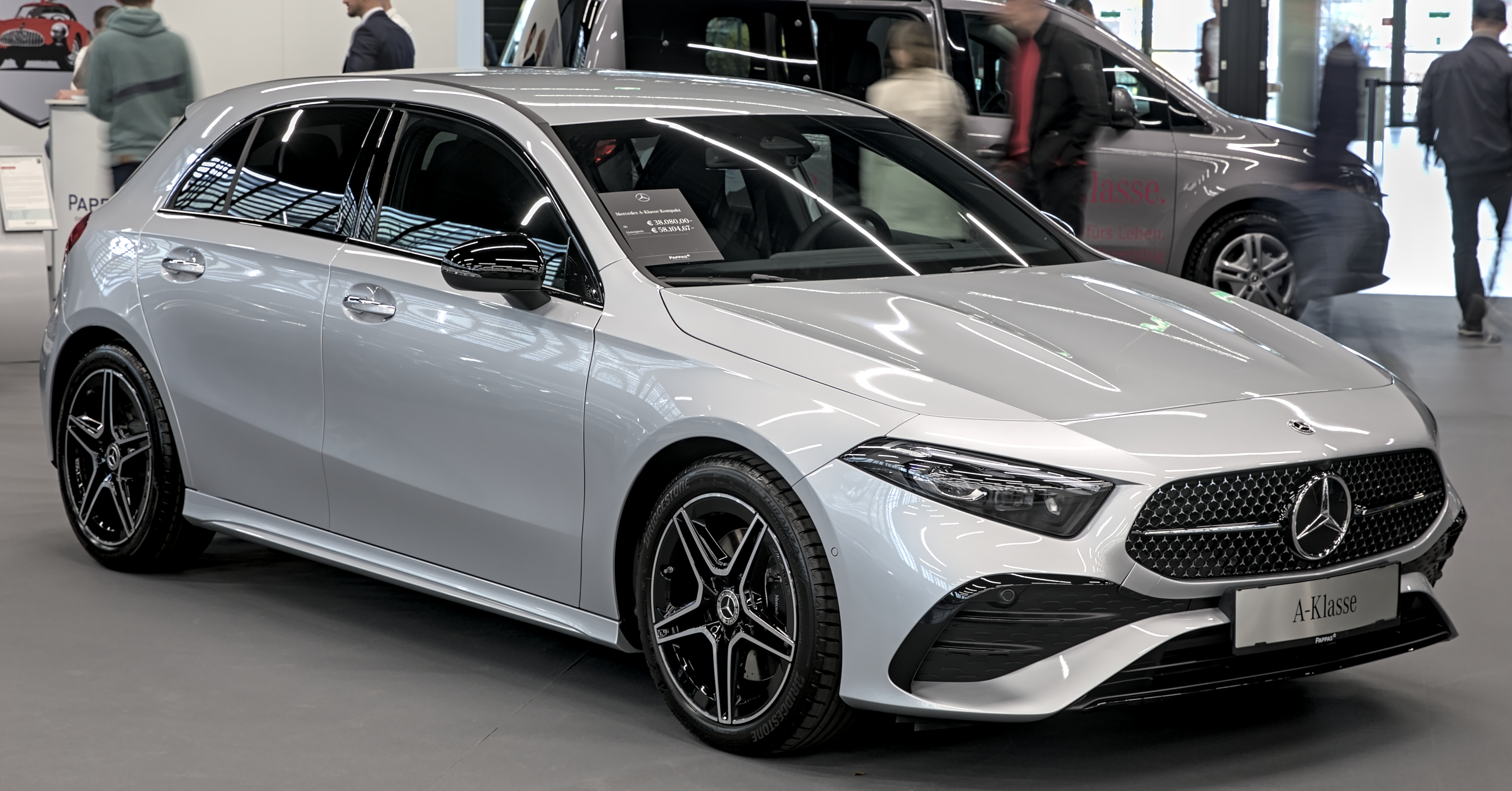
Mercedes-Benz klasy A IV (W177) po liftingu

Mercedes-Benz Klasy A IV o fabrycznym kodzie W177 został zaprezentowany w 2018 roku na Geneva Motor Show.
Jego design jest oparty na nowym wzornictwie Mercedesa- „predator’s face”, który został zastosowany w nowym CLS. Wraz z hatchbackiem, linię modelową uzupełnił także przedstawiony w kwietniu 2018 roku 4-drzwiowy sedan. W aucie zastosowano technologię znaną z aut wyższych klas, zwłaszcza jeśli chodzi o aspekty bezpieczeństwa, a także wygody. W środku (w opcji) umieszczone są dwa 10-calowe ekrany, w podobnej konfiguracji jak w Klasie E oraz Klasie S, nagłośnienie Burmester, czy wentylowane fotele.
W październiku 2022 roku samochód przeszedł niewielki lifting na rok modelowy 2023. Przede wszystkim, samochód chwali się nowymi lampami, z opcjonalnym oświetleniem LED. Poza tym, nowością jest atrapa chłodnicy z wzorem małych trójramiennych gwiazdek. Poza tym pojawił się nowy przedni zderzak oraz standardowe światła LED z tyłu. 

### Mercedes-AMG A35
W 2018 roku wszedł do sprzedaży w Polsce Mercedes-AMG A35. Wyposażono go w czterocylindrowy turbodoładowany silnik 2.0 o mocy 306 KM i momencie obrotowym 400 Nm. Standardowo A35 posiada także napęd na cztery koła AMG Performance 4MATIC oraz siedmiostopniową dwu sprzęgłową automatyczną skrzynię biegów. Mercedes A35 ma dodatkowo wzmacniane podwozie oraz karoserię, aby poprawić sztywność nadwozia. Z zewnątrz samochód charakteryzuje się dodatkami, które nadają mu sportowego wyglądu, a także emblematami AMG. Felgi aluminiowe również sygnowane są logiem AMG. Do dyspozycji jest pięć trybów jazdy, które zmieniają charakterystykę samochodu: Slippery, Comfort, Sport, Sport+ i Indywidual.

### Mercedes-AMG A 45
W 2019 roku do gamy Klasy A w wersji AMG dołączyły topowe wariaty z serii 45: A 45 oraz A 45 S. Oba korzystają z 2-litrowego silnika turbo (odpowiednio, 387 oraz 421 KM), 8-biegowej skrzyni dwusprzęgłowej AMG SPEEDSHIFT DCT-8G oraz aktywnego napędu na cztery koła AMG Performance 4MATIC+. Słabsza odmiana przyspiesza od 0 do 100 km/h w 4,0 s i rozpędza się do maksymalnej prędkości 250 km/h (opcjonalnie: 270 km/h), a mocniejsza na sprint do 100 km/h potrzebuje zaledwie 3,9 s i może pędzić z prędkością do 270 km/h.